# Mas Barris
El Mas Barris és una masia de Palafrugell (Baix Empordà) protegida com a Bé Cultural d'Interès Local.

## Descripció
Es tracta d'un mas de planta rectangular i dues plantes d'alçada. Els murs són arrebossats i les obertures rectangulars. Sobre el ràfec de la façana, encarada a migdia, hi ha un cornisament acabat en alguns elements decoratius, relleus en el morter en forma d'antefeixes o palmetes. Alguns detalls com la llinda de pedra de la finestra central i el marc de la porta fan suposar que la casa pot ser el fruit de reformes d'una masia més antiga.
És molt notable la vegetació de l'entorn, en especial el grup de castanyers del davant de l'entrada. Hi ha un pou, un gran safareig i un molí metàl·lic força ben conservat.
El mas fou projectat per la família Barris (procedent de Darnius), surers de Palafrugell, fundadors d'una de les indústries més importants: Trefinos SA. El mas també és anomenat can Barris de la Teula perquè a la mateixa finca hi ha la font de la teula. Actualment és més conegut pel mas d'en Trill, nom que fa referència a la família que l'adquirí posteriorment.